# Klisura, Nišava
Klisura (chirilică: Клисура) este un sat situat în partea de sud-est a Serbiei, în Districtul Nišava. Aparține administrativ de comuna Bela Palanka. La recensământul din 2002 localitatea avea 184 locuitori.